# Pain of Mind
Pain of Mind es el álbum debut de la banda estadounidense Neurosis, originalmente lanzado a través de Alchemy Records en 1987. Fue posteriormente relanzado por Alternative Tentacles en 1994 y por Neurot Recordings en 2000; el relanzamiento del año 2000 contiene un disco extra el cual incluye temas en vivo, sesiones de radio en vivo y temas de sus demos. 
Pain of Mind es el único álbum de Neurosis que cuenta con el guitarrista Chad Salter.

## Lista de canciones
1. "Pain of Mind" – 3:06
2. "Self-Taught Infection" – 3:01
3. "Reasons to Hide" – 3:02
4. "Black" – 4:56
5. "Training" – 1:02
6. "Progress" – 1:46
7. "Stalemate" – 2:30
8. "Bury What's Dead" – 2:06
9. "Geneticide" – 2:34
10. "Ingrown" – 2:23
11. "United Sheep" – 3:06
12. "Dominoes Fall" – 3:00
13. "Life on Your Knees" – 2:20
14. "Grey" – 2:41

Disco adicional, relanzamiento del año 2000
1. "Stalemate" (live at Gilman) – 2:48
2. "Black" (live at Gilman) – 6:10
3. "Instrumental" (live at Gilman) – 3:12
4. "Grey" (live at WFMU '89) – 2:39
5. "Pollution" (live at WFMU '89) – 3:52
6. "Life on Your Knees" (live at WFMU) – 2:50
7. "Reasons to Hide" (first demo tape) – 3:21
8. "Ingrown" (first demo tape) – 2:40
9. "Pain of Mind" (first demo tape) – 3:49
10. "Dominoes Fall" (first demo tape) – 3:17

## Créditos
- Chad "Gator Tofu" Salter : guitarra, voz
- Scott "Sleepy Chico Bournemouth" Kelly : guitarra, voz
- Dave Edwardson : bajo, voz
- Jason "The Lerching Humungous" Roeder : batería